# Stuur

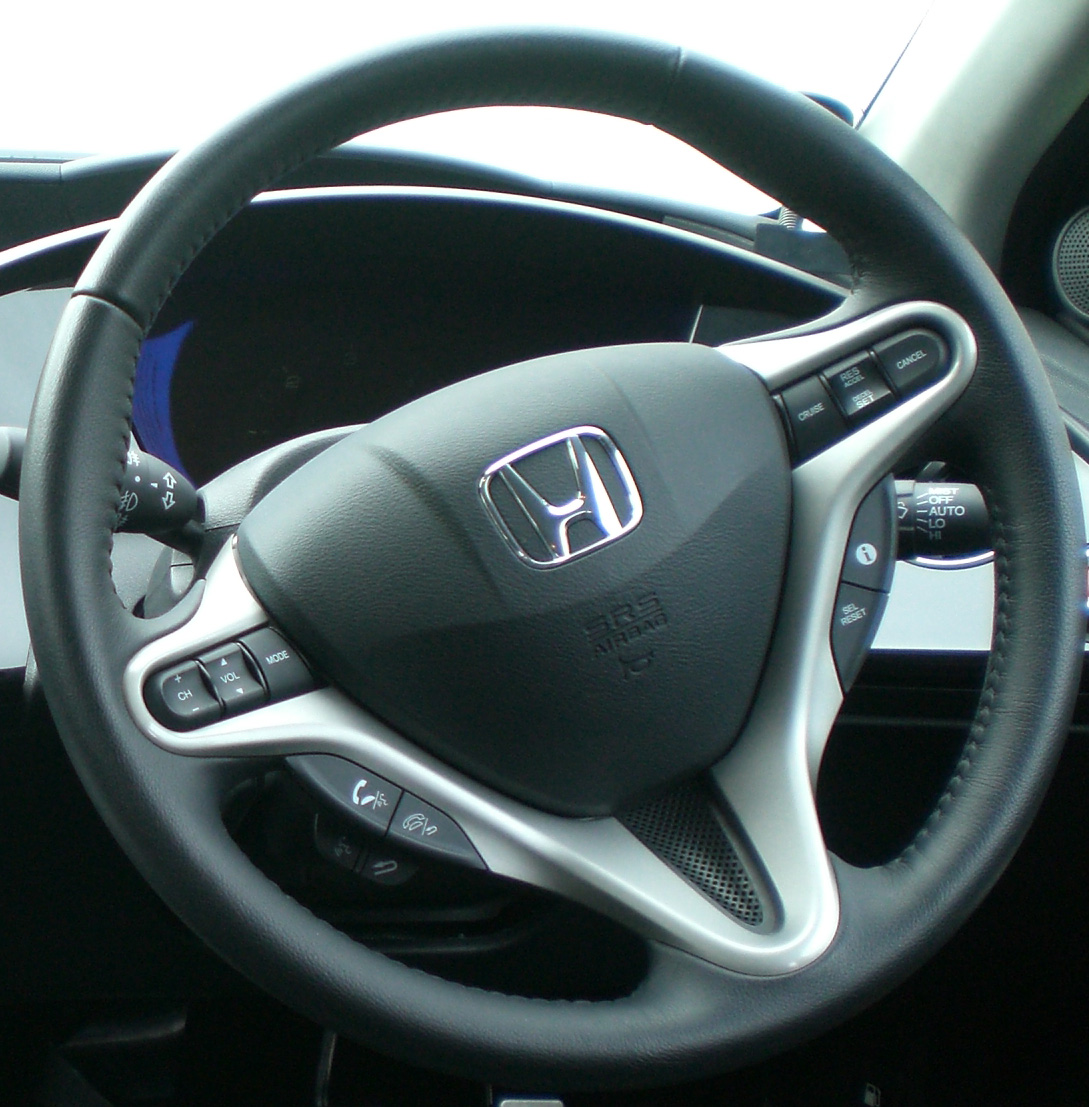
Stuur van een auto

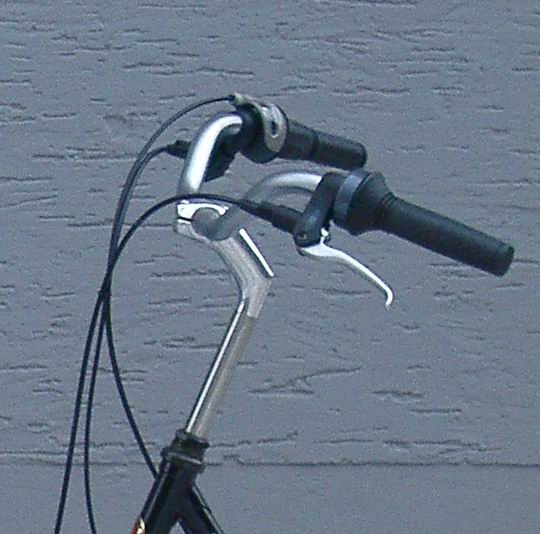
Fietsstuur

Een stuur is een middel om een voertuig te navigeren over de weg. Het stuur is verbonden met de stuurinrichting.
Een auto heeft vaak een cirkelvormig stuur, maar soms is het rechthoekig (yoke-stuur).
Bij een fiets is het stuur minder van belang om de rijrichting te bepalen (men kan ook zonder handen fietsen) maar wel voor de stabiliteit.
Het woord stuur stamt uit het Oudnoors (zie stuurboord) en was van oorsprong een zeevaartterm.
Veel ongelukken met voertuigen zijn het gevolg van een stuurfouten of het verliezen van de macht over het stuur door de bestuurder.
Bij railvoertuigen worden de wielen geleid door de rails en is er derhalve geen stuur aanwezig.